# Jimini

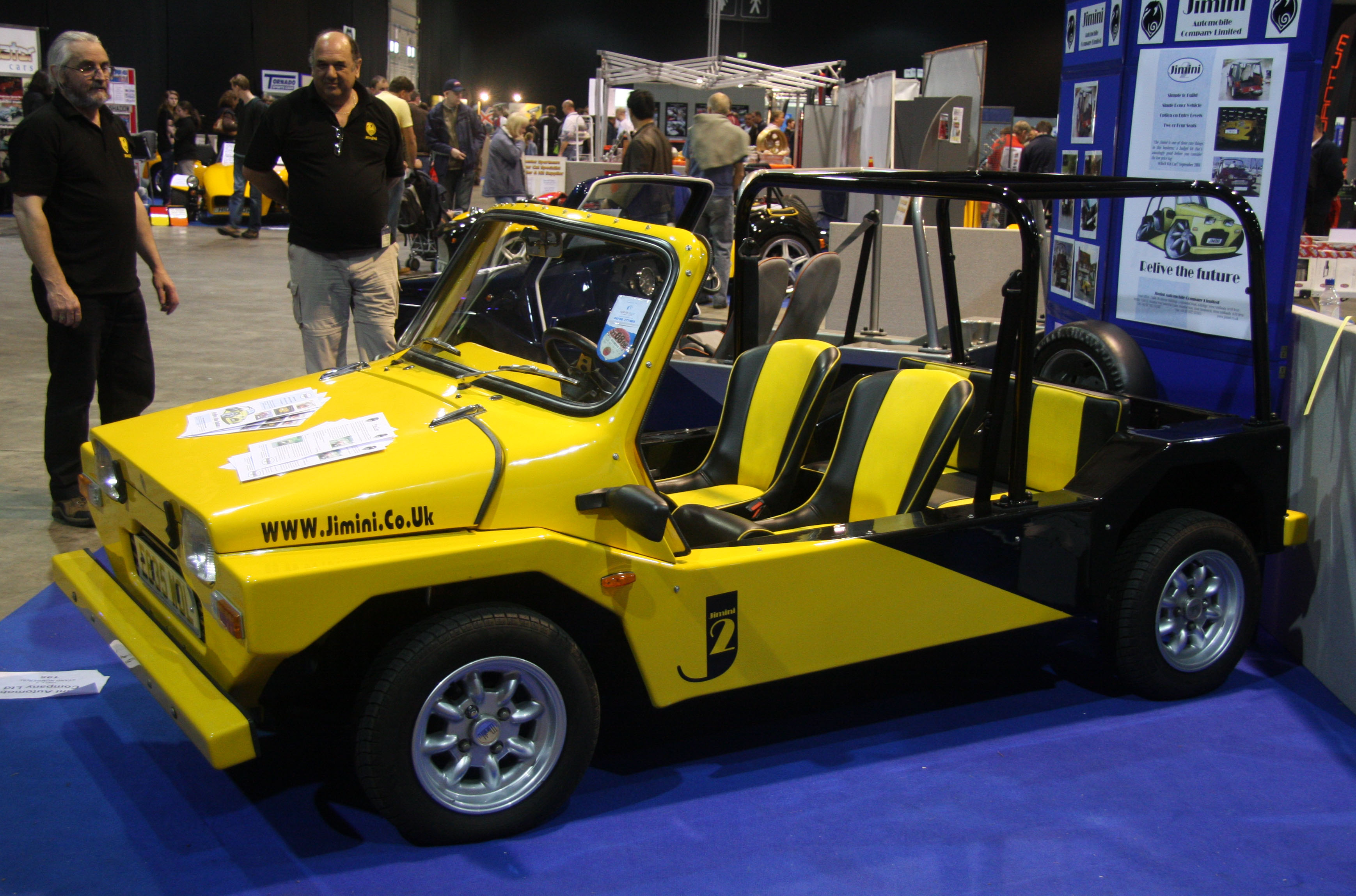
Jimini

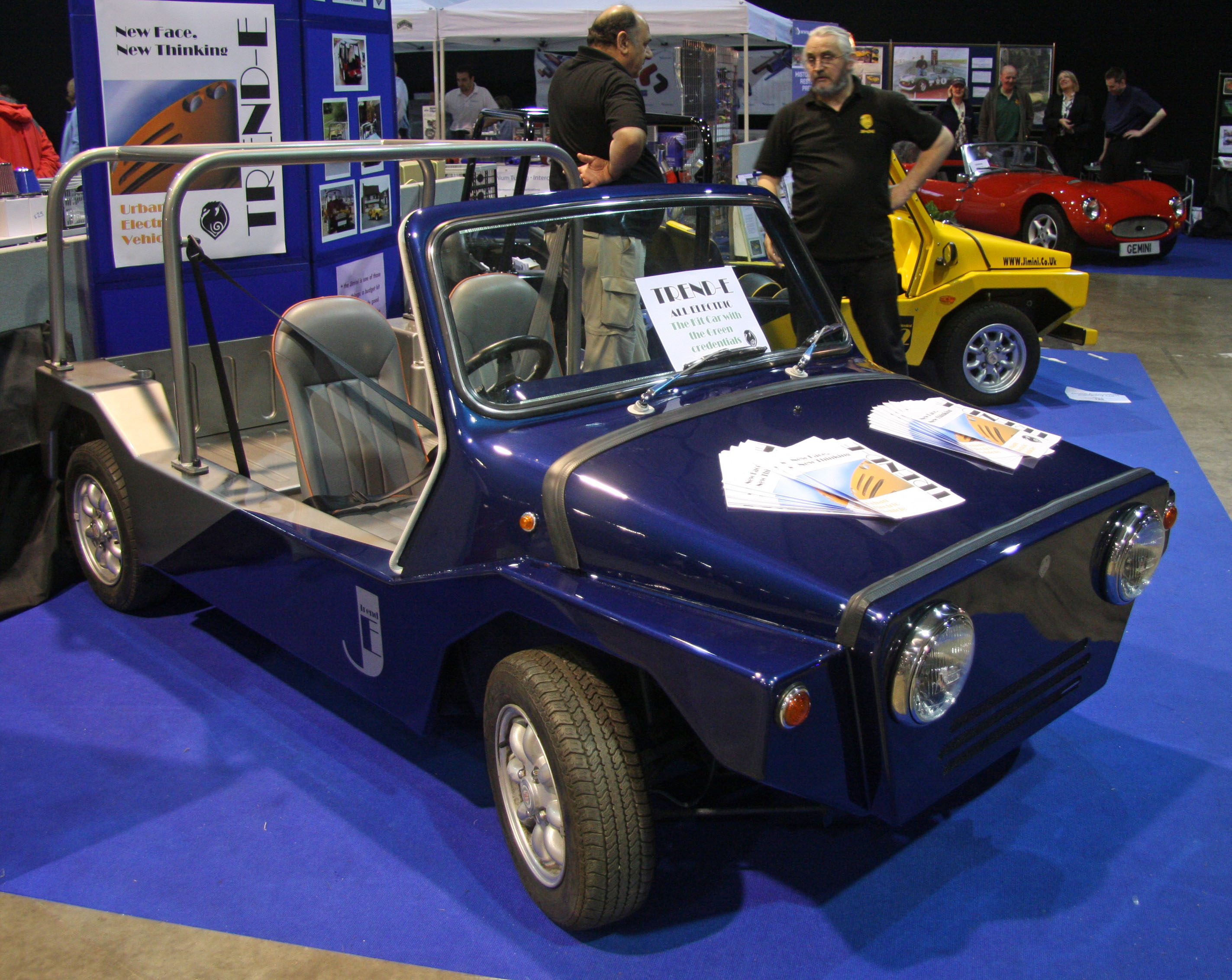
Jimini

Jimini ist eine britische Automarke.

## Markengeschichte
Dave Cameron gründete 1973 das Unternehmen Vanspear in Peterborough in der Grafschaft Cambridgeshire. Er begann mit der Produktion von Automobilen und Kits. Der Markenname lautet Jimini. Von 1976 bis 1977 setzte RJB Electronics (Shepperton) die Produktion fort, von 1981 bis 1983 JA Developments, und von 1983 bis 1986 Highlander Cars aus Curbridge in Hampshire. Zwischen 1986 und 1990 war wieder Dave Cameron mit Jimini Cars aus Botley in Hampshire der Hersteller. Ken und Carl Coombs von Jimini Automobiles aus dem gleichen Ort produzierten von 1990 bis 1993. Der Rivale Scamp Motor Company aus Rowfant in West Sussex übernahm 1993 das Ganze mit dem Ziel, die Produktion einzustellen. Allerdings lieferten sie noch 40 Bausätze an ein Unternehmen in Trinidad. 2002 endete die Produktion bei Scamp. Seit 2003 fertigt Kerrion Marsh die Fahrzeuge; zunächst mit Jimini Automotive aus Botley und danach mit Jimini Motor Company aus Aldridge in West Midlands.
Insgesamt entstanden bisher etwa 460 Exemplare.

## Fahrzeuge
Nachstehend eine Übersicht über die Modelle, Zeiträume, ungefähre Produktionszahlen, Hersteller und Kurzbeschreibungen.
| Modell   | Zeitraum  | Stückzahl | Hersteller | Kurzbeschreibung |
| -------- | --------- | --------- | --- | --- |
| Jimini   | 1973–1981 | 400       | - 1973–1976 Vanspear - 1976–1977 RJB Electronics (Shepperton) - 1981–1983 JA Developments                                                                               | Freizeitfahrzeug im Stile des Mini Moke auf Basis Mini, anfangs Karosserie aus Stahl, ab 1976 zwölf Exemplare mit Karosserie aus glasfaserverstärktem Kunststoff und geänderter Front. |
| Jimini 2 | 1983–     | 60        | - 1983–1986 Highlander Cars - 1986–1990 Jimini Cars - 1990–1993 Jimini Automobiles - 1993–2002 Scamp Motor Company - 2003–? Jimini Automotive - ?– Jimini Motor Company | Nachfolger des ersten Modells, Monocoque aus glasfaserverstärktem Kunststoff, Windschutzscheibe vom Mini, weitere kleine Änderungen.                                                   |